# 1917 год в спорте
Список 1917 год в спорте перечисляет спортивные события, произошедшие в 1917 году.

## Россия
- Чемпионат России по конькобежному спорту 1917;

## Международные события
- Дальневосточные игры 1917;

### Футбол
- Финал Кубка Нидерландов по футболу 1917;
- Чемпионат Исландии по футболу 1917;
- Чемпионат Северной Ирландии по футболу 1917/1918;
- Чемпионат Уругвая по футболу 1917;
- Созданы клубы:
  - «Баракальдо»;
  - «Лиллестрём»;
  - «Пласа Колония»;
  - «Португеза Сантиста»;
  - «Прогресо»;
  - «Силькеборг»;
  - «Убераба»;
  - «Хельсингин Паллосеура»;
- Создан женский клуб «Умео»;

### Хоккей с шайбой
- НХЛ в сезоне 1917/1918;
- Создан клуб «Торонто Мейпл Лифс»;